# Let's Be Friends
Let's Be Friends  é uma coletânea musical do cantor e músico Elvis Presley, lançada pela RCA Records CAS 2408, em abril de 1970.  Atingiu o número 105 na parada de álbuns da Billboard 200. Foi certificada Gold em 15 de junho de 1999 e Platinum em 6 de janeiro de 2004 pela Recording Industry Association of America.

## Faixas
| Lado Um |                                                      |                         |         |  |
| N.º     | Título                                               | Data de gravação        | Duração |  |
| 1.      | "Stay Away, Joe" (a partir de Stay Away, Joe)        | 1 de outubro de 1967    | 1:37    |  |
| 2.      | "If I'm a Fool (For Loving You)"                     | 20 de fevereiro de 1969 | 2:43    |  |
| 3.      | "Let's Be Friends" (a partir de Change of Habit)     | 5 de março de 1969      | 2:41    |  |
| 4.      | "Let's Forget About the Stars" (a partir de Charro!) | 15 de outubro de 1968   | 2:22    |  |
| 5.      | "Mama" (a partir de Girls! Girls! Girls!)            | 28 de março de 1962     | 2:13    |  |

| Lado Dois |                                                 |                       |         |  |
| N.º       | Título                                          | Data de gravação      | Duração |  |
| 1.        | "I'll Be There"                                 | 23 de janeiro de 1969 | 2:21    |  |
| 2.        | "Almost" (from The Trouble with Girls)          | 23 de outubro de 1968 | 1:47    |  |
| 3.        | "Change of Habit" (a partir de Change of Habit) | 5 de março de 1969    | 3:18    |  |
| 4.        | "Have a Happy" (a partir de Change of Habit)    | 5 de março de 1969    | 2:21    |  |